# Suicide chez les personnes trans
Vous n'êtes pas seul(e). Si vous avez des pensées suicidaires, il existe dans chaque pays des associations ou organismes d'écoute et d'aide, que vous pouvez contacter par téléphone (généralement 24/24 h, 7/7 jours, de manière anonyme). En France : 3114 ; en Belgique : 0800 32 123 ; en Suisse : 143 ; au Québec : 1-866-APPELLE (1-866-277-3553). En cas d'urgence absolue, contactez par téléphone les services de secours (police, pompiers…) de votre pays.
Plusieurs études et recherches menées dans différents pays montrent que le taux de suicide chez les personnes trans atteint un niveau très supérieur à celui de la population générale, y compris par rapport à celui des personnes catégorisées LGBT (à l'exception des personnes bisexuelles, dont les taux se situent entre celui des lesbiennes et des personnes trans). Ce phénomène est expliqué par plusieurs facteurs, notamment la discrimination dont les personnes trans font l'objet dans la société et au sein de leur propre famille et le stress minoritaire.
Le risque de suicide chez les personnes trans est deux fois plus élevé que chez les personnes cis, les personnes jeunes étant particulièrement touchées.
Parmi les facteurs de prévention évoqués figurent un meilleur accès aux soins, le soutien par les proches et des interactions sociales positives ainsi que la réduction des discriminations sociales.

## Histoire
La prévalence du suicide chez les personnes trans est un phénomène médiatisé dans les années 2000, mais la question est connue depuis le début du XXe siècle. Les modalités de la médiatisation publique récurrente autour de termes historiques « transexuels » ou « transexuelles » et « transgenres » renforcent de plus un sentiment de honte par rapport aux expériences individuelles de dysphorie de genre et aux multiples formes d'oppression souvent invisibles qui rendent la vie des personnes trans difficile.

## Épidémiologie
Le risque de suicide chez les personnes trans est deux fois plus élevé que chez les personnes cisgenres,, les jeunes étant particulièrement touchés.
Les recherches ont conclu que le suicide est une des principales particularités de la santé mentale des personnes trans par rapport à la population générale. Plusieurs études montrent que 40 % à 41 % des personnes trans ont fait une tentative de suicide au moins une fois dans leur vie.
Dans une étude de 2009 publié dans la revue Psychology & Sexuality, 18 % des personnes trans ont déclaré avoir déjà fait une tentative de suicide. Parmi cette population, le taux pour les hommes trans était le plus élevé (41 %) suivi par les femmes trans (20 %).

### Jeunes personnes trans
Les recherches montrent également un risque élevé d'idées suicidaires et de passages à l'acte chez les jeunes personnes trans,, avec des taux élevés de dépression, de pratiques mutilatoires, de consommation de stupéfiants et d'alcool, ainsi que des troubles alimentaires,.
L'étude menée par Rimes en 2019 sur 677 jeunes personnes indique que 18,9 % ont fait une tentative de suicide et 52,6 % ont eu des idées suicidaires durant l'année précédant l'étude.
Selon une étude de Perez-Brumer menée en Californie sur 7653 jeunes personnes trans d'une moyenne d'age de 15 ans en comparaison avec 630 000 jeunes cisgenres, les jeunes trans ont trois fois plus de risques d'avoir des idées suicidaires, et cinq fois plus de risques de faire des dépressions.
Une recherche menée en Australie aboutit à 48,1 % des 859 jeunes personnes trans interrogées qui auraient fait une tentative de suicide. Une autre étude menée par Trans PULSE fait état en Ontario de 77 % sur 433 jeunes personnes trans ayant eu des idées suicidaires et 43 % de passage à l'acte.
Une autre étude canadienne a confirmé ces chiffres.

### États-Unis
Il y a dix fois plus de tentatives de suicides chez les personnes trans aux États-Unis selon une étude de 2014 du William Institute, que chez les personnes cis. La prévalence des tentatives de suicide est la plus forte chez les personnes qui dévoilent à tout le monde qu'elles sont trans ou «gender non comforming» et parmi celle qui rapportent que cette information peut être devinée totalement ou partiellement.

## Facteurs de risque
Les causes du risque de mortalité[Quoi ?] ne sont pas les mêmes pour les femmes et les hommes trans, la première cause de mortalité pour les hommes trans étant le suicide. L'utilisation du morinom est corrélée à un risque accru de suicide. L'utilisation du nom choisi par une personne trans au contraire réduirait le risque de suicide et d'idées suicidaires,.
Parmi les facteurs individuels recensés par une étude de 2009 indiquant un risque accru de suicide on trouvait : un sexe féminin assigné à la naissance, avoir subi des violences liées à sa condition de personne trans et le fait d'avoir déjà été hospitalisé en institution psychiatrique.

### Théorie du stress minoritaire
S'il existe de nombreuses raisons pour expliquer le taux important de suicide et d'idées suicidaires chez les personnes trans, la principale cause cité est celle du stress minoritaire,,,.

### Discrimination
L'existence de discriminations est un des facteurs fortement corrélé à l'idéation et aux tentatives de suicide chez les personnes trans.

## Prévention
L'usage du nom choisi et l'abandon du morinom serait un facteur limitant les risques de suicide, d'idées suicidaires et de dépressions chez les jeunes trans. Les interactions sociales positives et un accès rapide aux structures de soins semblent quant à elles protéger des risques de suicide, indiquant un besoin de travailler pour soutenir les personnes trans au niveau individuel et structurel pour diminuer la discrimination, renforcer les mesures de soutien par des personnes proches et garantir l'accès aux services médicaux d'urgence.

## Cas notables

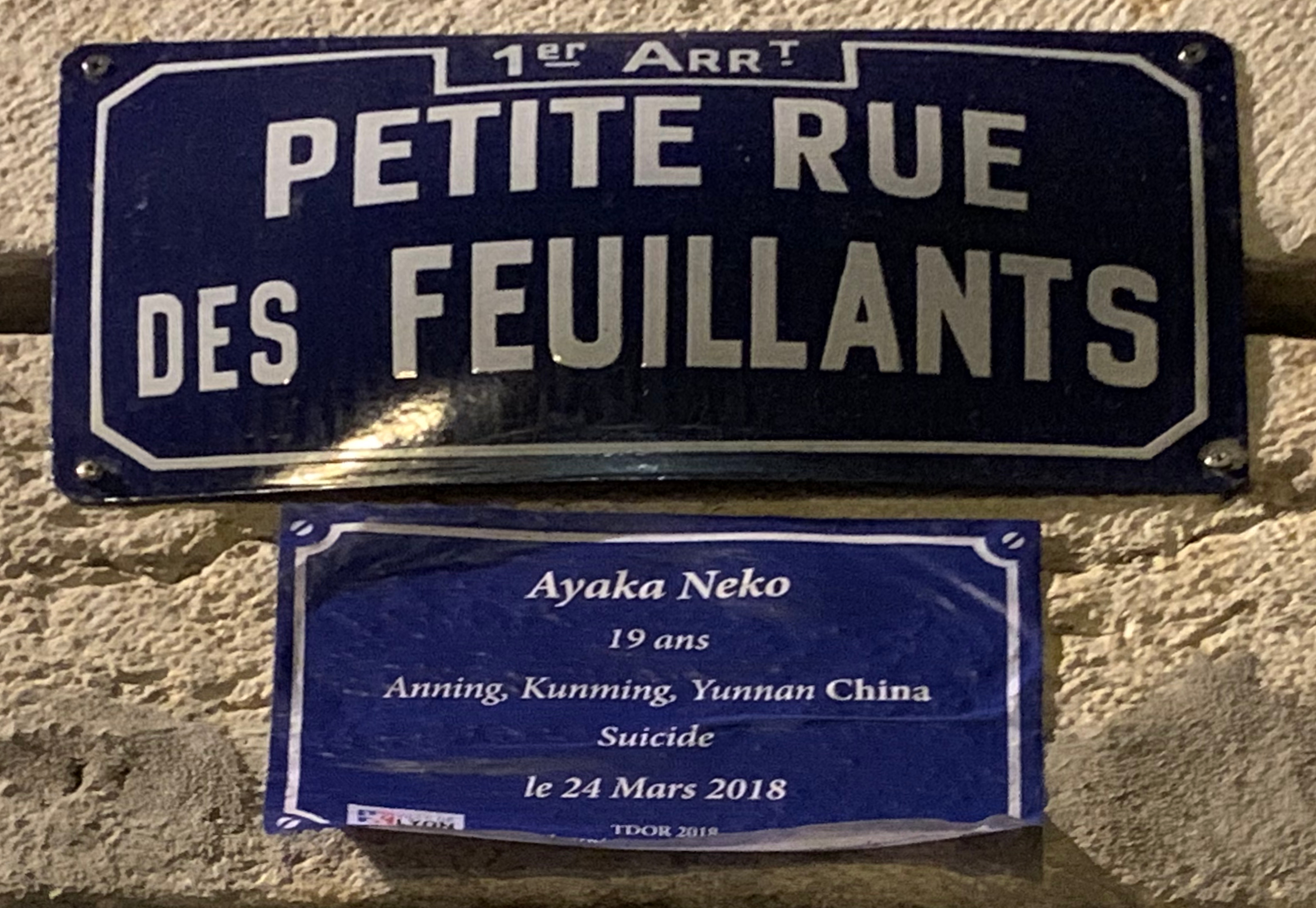
Petite rue des Feuillants - plaque de rue et Journée du souvenir trans en mémoire de Ayako Neko, 19 ans.

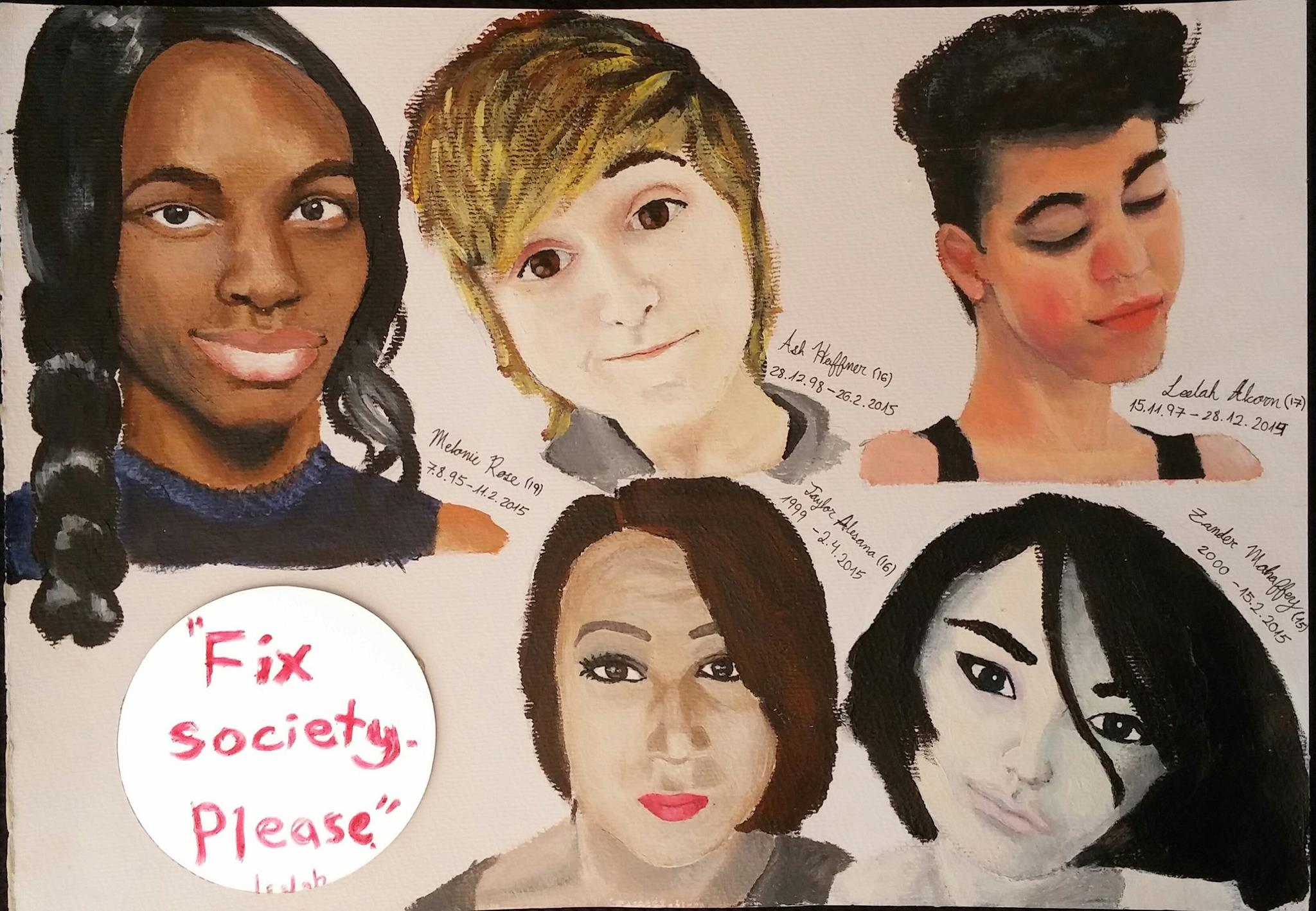
Poster en mémoire de personnes trans de 2015.

La liste suivante (non exhaustive) présente un certain nombre de cas notables de suicides chez les personnes trans.
Mike Penner (10 octobre 1957 - 27 novembre 2009) est un journaliste sportif américain pour le Los Angeles Times. Penner s'est déclaré « transsexuel » en 2007 dans une colonne, et s'est remis à écrire sous le nom de Christine Daniels au retour de vacances, avant de reprendre son identité de Mike Penner en 2008. En 2009, il est mort par suicide.
Eylül Cansın s'est suicidé en 2015.
Le cas de Leelah Alcorn (1997 – 2014) provoque une remise en cause de l'impact psychologique négatif des thérapies de conversion. Après sa mort, une pétition sur Change.org demandant l'interdiction des thérapies de conversion est signée par 200 000 personnes.
Lucy Meadows (en), une enseignante britannique, se suicide en 2013 après avoir été victime du traitement médiatique de sa transition,.
En 2014, Caleb Hannan, du blog américain Grantland, a «outé» Dr. Essay Anne Vanderbilt, une personne trans qui s'est ensuite suicidée,. Son essai intitulé Dr. V’s Magical Putter, avait privilégié le recherche de faits établis au détriment de la compassion, Dr Essay Anne Vanderbilt lui ayant clairement signifié son refus que sa transidentité soit médiatisée.
Blake Brockington est un jeune homme trans qui s'est suicidé à l'âge de 15 ans en 2015 aux États-Unis.
Doona Jué, étudiante française précaire victime de transphobie, se suicide le 23 septembre 2020 à Montpellier. Lors des mobilisations qui s'ensuivent, les syndicats étudiants mettent notamment en cause le rôle du CROUS, qui l'aurait menacée d'expulsion en cas de nouvelle tentative de suicide, et celui du CHU de Montpellier, où elle aurait été victime de transphobie.
La même année, à Lille, une lycéenne trans, Avril, se suicide provoquant des interrogations au sujet de la formation des professionnels de l'éducation dans l'accompagnement des jeunes trans dans le système de l'éducation français. L'établissement l'avait renvoyée chez elle parce qu'elle portait une jupe.

### Ouvrages
- (en) Andrew Williams, « Risk Factors for Suicide in the Transgender Community », sur dx.doi.org, 19 février 2017 (consulté le 22 juillet 2022)
- (en) Clark Johnson Cumings, Transgender suicide, AUTHORHOUSE, 2017 (ISBN 1-5462-1040-7 et 978-1-5462-1040-5, OCLC 1015245968, lire en ligne).
- Gaudette, Yannick, 1992- auteur., L'expérience des personnes trans relativement à l'accès et l'utilisation des services en santé mentale au Québec (OCLC 1304911591, lire en ligne).
- (en) Clare Kelly, Trans girl suicide museum, 2019 (ISBN 1-948434-06-7 et 978-1-948434-06-5, OCLC 1128102090, lire en ligne).
- (en) Clark Cumings Johnson Ph.D, Transgender Suicide, AuthorHouse, 3 octobre 2017 (ISBN 978-1-5462-1038-2, lire en ligne).
- (en) Haas, A., Eliason, M., Mays, V., Mathy, R., Cochran, S., D’Augelli, A., Suicide and suicide risk in lesbian, gay, bisexual and transgender populations: Review and recommendations, Journal of Homosexuality, 2011 (DOI 10.1080/00, lire en ligne), p. 10 à 51.
- Ann Haas, Philip Rodgers, Jody Herman. Suicide attempts among transgender and gender non-conformin adults. American foundation for suicide prevention et The Williams Institute : 2014 ; résumé en français repris de cette biblio : https://stopsuicide.ch/wp-content/uploads/2017/07/Publications_STOP_Suicide_et_LGBT.pdf :«Aux États-Unis, on constate qu’il y a dix fois plus de tentatives de suicides chez les personnes trans*. L’objectif de la recherche est d’identifier les caractéristiques et expériences de vie associées aux tentatives de suicide.»
- (en-US) Loyal | thisisloyal.com, « Suicide Thoughts and Attempts Among Transgender Adults », sur Williams Institute (consulté le 25 juillet 2022).
- Karine Espineira, « Transitude : pratiques et effets des réassignations post-mortem », Frontières, vol. 31, no 2,‎ 2020 (ISSN 1916-0976, DOI 10.7202/1070334ar, lire en ligne, consulté le 25 juillet 2022).

### Articles
- (en) Christel JM de Blok, Chantal M. Wiepjes, Daan M. van Velzen et Annemieke S. Staphorsius, « Mortality trends over five decades in adult transgender people receiving hormone treatment: a report from the Amsterdam cohort of gender dysphoria », The Lancet Diabetes & Endocrinology, vol. 9, no 10,‎ 1er octobre 2021, p. 663–670 (ISSN 2213-8587 et 2213-8595, PMID 34481559, DOI 10.1016/S2213-8587(21)00185-6, lire en ligne, consulté le 22 juillet 2022).
- Alexandre Baril, « « Fix society. Please. » Suicidalité trans et modèles d’interprétation du suicide : repenser le suicide à partir des voix des personnes suicidaires », Frontières, vol. 31, no 2,‎ 2020 (ISSN 1916-0976, DOI 10.7202/1070339ar, lire en ligne, consulté le 24 juillet 2022)
- (en) Kristen Clements-Nolle, Rani Marx et Mitchell Katz, « Attempted Suicide Among Transgender Persons », Journal of Homosexuality, vol. 51, no 3,‎ 11 octobre 2006, p. 53–69 (ISSN 0091-8369, PMID 17135115, DOI 10.1300/J082v51n03_04, lire en ligne, consulté le 24 juillet 2022)
- (en) Rylan J. Testa, Matthew S. Michaels, Whitney Bliss et Megan L. Rogers, « Suicidal ideation in transgender people: Gender minority stress and interpersonal theory factors », Journal of Abnormal Psychology, vol. 126, no 1,‎ janvier 2017, p. 125–136 (ISSN 1939-1846, PMID 27831708, DOI 10.1037/abn0000234, lire en ligne, consulté le 24 juillet 2022).
- (en) Jonathan Davidson, « The association of sexual assault and attempted suicide within the community. », sur psycnet.apa.org (consulté le 24 juillet 2022)
- (en) Ann   P. Haas, Mickey Eliason, Vickie   M. Mays et Robin   M. Mathy, « Suicide and Suicide Risk in Lesbian, Gay, Bisexual, and Transgender Populations: Review and Recommendations », Journal of Homosexuality, vol. 58, no 1,‎ 30 décembre 2010, p. 10–51 (ISSN 0091-8369, PMID 21213174, PMCID PMC3662085, DOI 10.1080/00918369.2011.534038, lire en ligne, consulté le 24 juillet 2022).
- (en) Am J Prev Med, Suicide Attempts Among a Cohort of Transgender and Gender Diverse People, American Journal of Preventive Medicine (DOI 10.1016/j.amepre.2020.03.026, lire en ligne).
- (en) Kristen Clements-Nolle, Rani Marx et Mitchell Katz, « Attempted Suicide Among Transgender Persons », Journal of Homosexuality, vol. 51, no 3,‎ 11 octobre 2006, p. 53–69 (ISSN 0091-8369, PMID 17135115, DOI 10.1300/J082v51n03_04, lire en ligne, consulté le 25 juillet 2022).